# Dipperz
Dipperz est une municipalité allemande située dans le Land de la Hesse et l'arrondissement de Fulda.

## Source
- (de) Cet article est partiellement ou en totalité issu de l’article de Wikipédia en allemand intitulé « Dipperz » (voir la liste des auteurs).